# Grande Prêmio da Alemanha de 1978
Resultados do Grande Prêmio da Alemanha de Fórmula 1 realizado em Hockenheim em 30 de julho de 1978. Décima primeira etapa da temporada, teve como vencedor o norte-americano Mario Andretti, da Lotus-Ford, num pódio formado por Jody Scheckter, da Wolf-Ford, e Jacques Laffite, da Ligier-Matra. Neste mesmo dia, aconteceu a estreia do brasileiro Nelson Piquet, futuro tricampeão mundial.

## Classificação da prova
| Pos. | Nº | Piloto                | Construtor         | Voltas | Tempo/Diferença        | Grid | Pontos |
| ---- | -- | --------------------- | ------------------ | ------ | ---------------------- | ---- | ------ |
| 1    | 5  | Mario Andretti        | Lotus-Ford         | 45     | 1:28:00.90             | 1    | 9      |
| 2    | 20 | Jody Scheckter        | Wolf-Ford          | 45     | + 15.35                | 4    | 6      |
| 3    | 26 | Jacques Laffite       | Ligier-Matra       | 45     | + 28.01                | 7    | 4      |
| 4    | 14 | Emerson Fittipaldi    | Fittipaldi-Ford    | 45     | + 36.88                | 10   | 3      |
| 5    | 3  | Didier Pironi         | Tyrrell-Ford       | 45     | + 57.26                | 16   | 2      |
| 6    | 25 | Hector Rebaque        | Lotus-Ford         | 45     | + 1:37.86              | 18   | 1      |
| 7    | 2  | John Watson           | Brabham-Alfa Romeo | 45     | + 1:39.53              | 5    |        |
| 8    | 12 | Gilles Villeneuve     | Ferrari            | 45     | + 1:56.87              | 15   |        |
| 9    | 35 | Riccardo Patrese      | Arrows-Ford        | 44     | +1 volta               | 14   |        |
| 10   | 32 | Keke Rosberg          | Wolf-Ford          | 42     | +3 voltas              | 19   |        |
| 11   | 23 | Harald Ertl           | Ensign-Ford        | 41     | Motor                  | 17   |        |
| DSQ  | 36 | Rolf Stommelen        | Arrows-Ford        | 42     | Atalho rumo os pits    | 23   |        |
| Ret  | 6  | Ronnie Peterson       | Lotus-Ford         | 36     | Câmbio                 | 2    |        |
| DSQ  | 7  | James Hunt            | McLaren-Ford       | 34     | Atalho rumo os pits    | 8    |        |
| Ret  | 27 | Alan Jones            | Williams-Ford      | 31     | Sistema de combustível | 6    |        |
| Ret  | 22 | Nelson Piquet         | Ensign-Ford        | 31     | Motor                  | 21   |        |
| Ret  | 19 | Vittorio Brambilla    | Surtees-Ford       | 24     | Sistema de combustível | 20   |        |
| Ret  | 8  | Patrick Tambay        | McLaren-Ford       | 16     | Acidente               | 11   |        |
| Ret  | 11 | Carlos Reutemann      | Ferrari            | 14     | Sistema de combustível | 12   |        |
| Ret  | 1  | Niki Lauda            | Brabham-Alfa Romeo | 11     | Motor                  | 3    |        |
| Ret  | 15 | Jean-Pierre Jabouille | Renault            | 5      | Motor                  | 9    |        |
| Ret  | 9  | Jochen Mass           | ATS-Ford           | 1      | Acidente               | 22   |        |
| Ret  | 16 | Hans-Joachim Stuck    | Shadow-Ford        | 1      | Acidente               | 24   |        |
| Ret  | 4  | Patrick Depailler     | Tyrrell-Ford       | 0      | Acidente               | 13   |        |
| DNQ  | 17 | Clay Regazzoni        | Shadow-Ford        |        |                        |      |        |
| DNQ  | 10 | Jean-Pierre Jarier    | ATS-Ford           |        |                        |      |        |
| DNQ  | 18 | Rupert Keegan         | Surtees-Ford       |        |                        |      |        |
| DNQ  | 37 | Arturo Merzario       | Merzario-Ford      |        |                        |      |        |
| DNPQ | 31 | René Arnoux           | Martini-Ford       |        |                        |      |        |
| DNPQ | 30 | Brett Lunger          | McLaren-Ford       |        |                        |      |        |

## Tabela do campeonato após a corrida
| Pos. | Piloto            | Pontos |
| ---- | ----------------- | ------ |
| 1    | Mario Andretti    | 54     |
| 2    | Ronnie Peterson   | 36     |
| 3    | Carlos Reutemann  | 31     |
| 4    | Niki Lauda        | 31     |
| 5    | Patrick Depailler | 26     |

| Pos. | Construtor         | Pontos |
| ---- | ------------------ | ------ |
| 1    | Lotus-Ford         | 67     |
| 2    | Brabham-Alfa Romeo | 40     |
| 3    | Ferrari            | 31     |
| 4    | Tyrrell-Ford       | 30     |
| 5    | Wolf-Ford          | 14     |

- Nota: Somente as primeiras cinco posições estão listadas. As dezesseis etapas de 1978 foram divididas em dois blocos de oito e neles cada piloto podia computar sete resultados válidos. Dentre os construtores era atribuída apenas a melhor pontuação de cada equipe por prova.